# Arthur Phillip
Arthur Phillip (Londra, 11 ottobre 1738 – Bath, 31 agosto 1814) è stato un ammiraglio inglese.
Creato Governatore del Nuovo Galles del Sud, prima colonia europea in Australia, fu il fondatore dell'insediamento che sarebbe poi divenuto la città di Sydney.
In suo onore è chiamata Phillip Island, situata al largo dell'isola Norfolk.